# Aleksey Volkov
Pour les articles homonymes, voir Alexeï Volkov et Volkov.
Aleksey Anatolyevich Volkov (en russe : Алексей Анатольевич Волков, Alekseï Anatolievitch Volkov ; transcription anglaise : Aleksey Volkov), né le 5 avril 1988 à Radoujny, est un biathlète russe. Il est champion olympique de relais en 2014 et du monde en 2017.

## Carrière
Alexey Volkov est vice-champion du monde junior de l'individuel et du relais en 2009, pour ses débuts internationaux. Juste après, il remporte le titre européen junior de relais et la médaille de bronze à la poursuite.
Il fait ses débuts en Coupe du monde en décembre 2009. Après une victoire en IBU Cup et sur la poursuite des Championnats d'Europe, il obtient des résultats rapidement à l'étage supérieur, terminant trois fois dans le top dix en fin de saison. Il obtient ensuite trois victoires en relais en 2011, 2012 et 2013 avant de monter sur ses premiers podiums individuels lors de la saison 2013-2014 avec deux deuxièmes places à la mass-start d'Oberhof et à l'individuel de Ruhpolding.
En 2014, il participe aux Jeux olympiques de Sotchi où il remporte avec Evgeny Ustyugov, Dmitry Malyshko et Anton Shipulin la médaille d'or du relais.
En 2015, il moins présent en Coupe du monde, mais remporte le titre européen de l'individuel, discipline dont il finit neuvième des Championnats du monde cet hiver. En ouverture de la saison suivante, il monte sur son troisième podium individuel en Coupe du monde grâce à un tir parfait sur l'individuel d'Östersund.
Il devient champion du monde de relais en 2017.

## Vie privée
En 2014, il se marie avec la biathlète russe Evgenia Seledtsova.

## Palmarès

### Jeux olympiques
| Épreuve / Édition           | Individuel | Sprint | Poursuite | Départ en masse | Relais | Relais mixte |
| Jeux olympiques 2014 Sotchi | 64e        | —      | —         | —               | DSQ    | —            |

Légende :
- : première place, médaille d'or
- — : Non disputée par Volkov

### Championnats du monde
| Épreuve / Édition | Ruhpolding 2012 | Nove Mesto 2013 | Kontiolahti 2015 | Holmenkollen 2016 | Hochfilzen 2017      |
| Individuel        | 21e             | 15e             | 9e               | 39e               | 11e                  |
| Relais            | -               | -               | 4e               | -                 | Médaille d'or, monde |

### Coupe du monde
- Meilleur classement général : 22e en 2014.
- selon l'Union internationale de biathlon, qui inclut les Jeux olympiques et les Championnats du monde :
  - 3 podiums individuels : 2 deuxièmes places et 1 troisième place.
  - 11 podiums en relais : 4 victoires, 3 deuxièmes places et 4 troisièmes places.
  - 2 podiums en relais mixte : 2 victoires.
  - 1 podium en relais simple mixte : 1 victoire.

#### Classements en Coupe du monde
| Saison    | Classement général final | Individuel | Sprint | Poursuite | Mass start |
| 2008-2009 | nc                       |            | nc     |           |            |
| 2009-2010 | 51e                      |            | 45e    | 50e       |            |
| 2010-2011 | 56e                      | 34e        | 82e    | 48e       |            |
| 2011-2012 | 38e                      | 15e        | 43e    | 40e       | 32e        |
| 2012-2013 | 33e                      | 20e        | 43e    | 27e       | 35e        |
| 2013-2014 | 21e                      | 3e         | 37e    | 19e       | 16e        |
| 2014-2015 | 58e                      | 24e        | 69e    | 66e       |            |
| 2015-2016 | 43e                      | 18e        | 43e    | 51e       | 46e        |
| 2016-2017 | 56e                      | 33e        | 75e    | 57e       |            |
| 2017-2018 | 67e                      | 34e        | nc     | 61e       |            |

### Championnats d'Europe
Alexey Volkov est le seul biathlète détenant sept titres européens.
- Médaille d'or de la poursuite en 2010, 2011 et 2012.
- Médaille d'or du sprint en 2012.
- Médaille d'or de l'individuel et du relais en 2015.
- Médaille d'or du relais mixte en 2017.
- Médaille d'argent du sprint en 2010 et 2011.
- Médaille d'argent du relais en 2010.
- Médaille de bronze de l'individuel en 2010.
- Médaille de bronze du relais en 2012.

### Championnats du monde junior
| Épreuve / Édition | Canmore 2009             |
| Sprint            | 26e                      |
| Poursuite         | 12e                      |
| Individuel        | Médaille d'argent, monde |
| Relais            | Médaille d'argent, monde |

### Championnats d'Europe junior
- Médaille d'or du relais en 2009.
- Médaille de bronze de la poursuite en 2009.

### IBU Cup
- Vainqueur du classement général en 2017.
- 2 victoires.

### Championnats du monde de biathlon d'été
- Médaille d'or de la poursuite et du relais mixte en 2012 et 2017.
- Médaille d'argent du sprint en 2012 et 2017.